# Philippe Noël
Pour les articles homonymes, voir Noël.
Philippe Noël est un acteur et un metteur en scène français.

## Formation
(novembre 2021).
Le fils du décorateur Jacques Noël et de l'actrice Tsilla Chelton suit une formation à l'Ecole Jacques Lecoq (où il a comme professeurs Jacques Lecoq, Antoine Vitez, Eduardo Manet, et Philippe Avron), et à l'École Marcel Marceau. Il effectue aussi un stage au cirque auprès d'Annie Fratellini.

### Compagnie Théâtrale
Avec Coluche, Coline Serreau et Brigitte Rouan, il crée la compagnie Au vrai chic parisien et y joue : 
- Thérèse est triste, théâtre de l'Alliance française

Puis il crée sa propre compagnie, Le for à l’intérieur
- La salmonelle, tragédie à 425°

## Théâtre

### Comédien
- Les Troyens à Carthage de Hector Berlioz, mise en scène Margarita Valman, rôle :  l’Iguane, Opéra de Paris
- Christophe et les objets de Louis Thierry, rôle :  Le crayon, Les Halles Baltard
- Richard II de William Shakespeare, mise en scène Patrice Chéreau, rôle : Green, théâtre du Gymnase Marseille, théâtre de l'Odéon
- Candide de Voltaire, mise en scène Guy Lauzin, rôle : Candide, théâtre de Nice
- Victor ou les enfants au pouvoir de Roger Vitrac, mise en scène Jean Bouchaud, rôle : Victor, comédie de Caen, théâtre la Bastille
- Dom Juan de Molière, mise en scène René Jaunau, rôle : Dom Juan, Festival de Valréas
- Fantasio de Alfred de Musset, mise en scène Alain Rais, rôle : Fantasio, théâtre de la Vallée du Rhône, tournée France
- Le loup-garou de Roger Vitrac, mise en scène Romain Weingarten, rôle : Ulysse dit l'oiseau, théâtre Saint Georges
- Le cosmonaute agricole de René de Obaldia, mise en scène Jacques Mauclair, rôle : cosmonaute, théâtre du Marais
- Les chaises et Tueur sans gage de Eugène Ionesco, mise en scène Jacques Mauclair, de Ionesco, tournée Amérique du Sud
- L'homme aux valises de Eugène Ionesco, mise en scène Jacques Mauclair, théâtre de l'Atelier
- Salomon le magnifique, mise en scène Alexandre Arcady, adaptation Alexandre Arcady, Festival d'Arles
- La chasse au dahu, mise en scène Nicole Anouilh, théâtre de l'Athénée
- Musiques éclatées de Georges Aperghis, mise en scène Jean-Pierre Dougnac, Festival d'Avignon, théâtre de Poche
- Le drame des mots de Peter Handke, mise en scène Michel Dubois, Comédie de Caen
- La place royale de Corneille, mise en scène Hubert Gignoux, T.E.P.
- L'échappée belle, de Romain Bouteille et Henri Garcin, tournée Afrique du nord
- Je vais craquer, avec la troupe du Splendid, Festival de Nancy
- 1974 : Le maître du tambour de Jean Pélégri, mise en scène Alexandre Arcady, théâtre Jean Vilar Suresnes
- Les rustres de Goldoni, mise en scène René Jaunau, rôle : Comte Riccardo, Festival de Valréas
- Détruire dit-elle de Marguerite Duras, mise en scène François Michel Pesanti, rôle : Stein, Festival d'Avignon
- Night and day de Tom Stoppard, mise en scène Jacques Rosner, rôle : Guthrie, m.c. de Reims, tournée France
- Le chariot de terre cuite de Claude Roy, mise en scène Pierre Santini, rôle : Sharvilaka le voleur, théâtre des Boucles
- Lorenzaccio de William Shakespeare, mise en scène Daniel Mesguich, rôle : Giomo le hongrois, théâtre Gérard-Philipe Saint Denis
- Hamlet de William Shakespeare, mise en scène Daniel Mesguich, rôle : Rosenkrantz, théâtre Gérard-Philipe Saint Denis, tournée France et Italie
- Titus Andronicus de William Shakespeare, mise en scène Daniel Mesguich, rôle : Monsieur le clown, théâtre de l'Athénée, théâtre la Métaphore Lille
- 1990 : Vingt-quatre heures de la vie d'une femme de Stefan Zweig, mise en scène Marion Bierry, rôle : le narrateur, théâtre de Poche, tournée France, Suisse et Autriche
- Visages connus, sentiments mêlés de Botho Strauss, mise en scène Jos Verbist et H. Gillis, rôle : Gunther, théâtre la Salamandre Lille
- Marie Tudor de Victor Hugo, mise en scène Daniel Mesguich, rôle : Joshua, théâtre la Métaphore Lille
- Boulevard du boulevard de Gaston Portail, mise en scène Daniel Mesguich, rôle : Robineau le joli coco, théâtre la Métaphore Lille
- La seconde surprise de l'amour de Marivaux, mise en scène Marion Bierry, rôle : le chevalier, théâtre de Poche, Petit Montparnasse, tournée France et Suisse
- Le Tigre et la Rose, mise en scène Daniel Mesguich, rôle : l’Auteur, Monaco
- Médée de Euripide, mise en scène Daniel Mesguich, rôle : Eghiste, La Filature, tournée France
- Electre de Sophocle, mise en scène Daniel Mesguich, rôle : Le Voyageur, La Filature
- Le Dibbouk de Shalom Anski, mise en scène Daniel Mesguich, rôle : Le messager, Espace Rachi
- Dom Juan de Molière, mise en scène Daniel Mesguich, rôle : Piarrot, le mendiant, Théâtre de l'Athénée, tournée France
- Un songe de August Strindberg, mise en scène Frank Berthier, rôle : L'officier, théâtre 13, tournée France et Suisse
- Neige d’été, mise en scène Daniel Mesguich, rôle : Le directeur du théâtre, Théâtre de Ménilmontant
- Concerto pour un Clown, mise en scène Annie Fratellini, rôle : Le passant, Cité de la musique
- Le Prince de Hombourg de Kleist, mise en scène Daniel Mesguich, rôle : Colonel Kotwitz, Théâtre de l'Athénée, tournée France
- Un chapeau de paille d’Italie de Eugène Labiche, mise en scène Gilbert Rouvière, rôle : l’oncle Vézinet, CDN Théâtre des Treize Vents Montpellier, tournée France
- Les Camisards de Lionnel Astier, mise en scène Gilbert Rouvière, rôle : Le Père Gabriel, Festival Saint Jean du Gard, Festival Alès
- Hamlet de William Shakespeare, mise en scène Frédéric Borie, rôle : Claudius, le spectre, Théâtre des Treize Vents  Montpellier
- Ivanov de Anton Tchekhov, mise en scène Jean-Pierre Baro, rôle : Lebedev, Mains d’œuvre, CDN Orléans, Théâtre Monfort, tournée France.
- Woyzeck de Büchner, mise en scène Jean-Pierre Baro, rôle : Le capitaine, CDN Orléans, Théâtre Monfort, tournée France.
- Nekrassov de Jean-Paul Sartre, mise en scène Jean-Paul Tribout, rôle : Inspecteur Goblet, tournée France et Suisse.

### Mise en scène
- 1984 : La Nuit des assassins de José Triana, théâtre Déjazet
- 1989 : La malle poste, coproduction TBM, Bicentenaire de la Révolution, Musée de la Poste de Riquewirh, tournée France
- Léonce et Léa Co de Buchner, Co-mise en scène avec Pascal Rambert, théâtre de la Bastille
- Les mémoires d'un fou de Gustave Flaubert, théâtre petit Hébertot, théâtre petit Montparnasse, théâtre la Métaphore Lille, tournée France et Suisse
- Tour de chant, Sunset de Gilles Janeyrand, théâtre du Tourtour
- Le récital déconcertant de Jeanne Dubois, théâtre Paul Éluard Choisy le Roy, tournée France
- Doublages de Michel Vittoz, théâtre la Métaphore Lille
- Sarah B de Michel Vittoz, tournée Suisse et France
- 1998 : Mon sein gauche de Susan Miller adaptation Michèle Simonnet, Amphithéâtre du Pont-de-Claix, Foyer du théâtre du Palais Royal, tournée 1999, 2000, 2001, 2002, 2004, 2005
- Prologue au cabinet des fées (féerie ballet-théâtre), argument de ballet et mise en scène de Philippe Noël, compagnie baroque L’Evantail, chorégraphie Marie-Geneviève Massé, Sablé, tournée France.

### Assistant mise en scène, dramaturgie
- Carmen, mise en scène Louis Erlo, Opéra de lyon
- Spectacle de Jean Ferrat, mise en scène Guy Lauzin, Palais des Sports
- Le chariot de terre cuite, mise en scène Pierre Santini, théâtre des Boucles de la Marne
- Le maître du tambour, mise en scène Alexandre Arcady, théâtre Jean Vilar
- La Tétralogie de Wagner - l'Anneau de Niebelungen - L'or du Rhin, La Walkyrie, Siegfried, Le crépuscule des Dieux, mise en scène Daniel Mesguich, Acropolis de Nice, théâtre des Champs-Élysées
- Titus Andronicus, mise en scène Daniel Mesguich, théâtre de l'Athénée
- Antiphon Daniel, mise en scène Daniel Mesguich, théâtre de l'Odéon
- Le Tigre et la Rose, mise en scène Daniel Mesguich, Monaco
- Joseph Merrick dit Elephant man, mise en scène Daniel Mesguich, Opéra de Prague, Opéra de Nice
- Les contes d’Hoffman, mise en scène Daniel Mesguich, Opéra de Pékin Beijin
- Concerto pour un Clown, mise en scène Annie Fratellini, Cité de la musique

## Filmographie

### Télévision
- 1970 Lancelot du lac, réalisation Claude Santelli, rôle : Hervé
- 1972 Pot-Bouille, Lancelot du lac, réalisation Yves-André Hubert, rôle : Le cousin
- 1974 : Les oiseaux de lune, réalisation : André Barsacq en 1971 rôle : Duperrier
- 1975 Le secret des dieux, réalisation Guy Lefranc, rôle : Skypton
- 1981 Le loup-garou, rôle : Ulysse dit l'oiseau
- 1982 Cinéma 16, Une faiblesse passagère, réalisation Colette Djidou, rôle : Delhomme
- 1984 Le château de Kafka, réalisation Jean Kerchbron, rôle : Jérémie
- 1985 Le diamant de Salisbury, réalisation Christiane Spiero, rôle : Francis
- 1987 Marc et Sophie, réalisation Christiane Spiero
- Piège sur autotoute, réalisation Claude Boissol
- Broc à brique, réalisation Jean Bouchaud
- 1995 Un ange passe, réalisation Guy Jorré
- 1997 Les arnaqueuses, réalisation Thierry Binisti, rôle : Le conservateur
- 1998 Tous ensemble, réalisation Bertrand Arthuys, rôle : Christian
- 1998 Venise est une femme, réalisation Jean-Pierre Vergne, rôle : Le graphologue
- 1998 Un homme en colère, Meurtre aux urgences, rôle : Dr. Lanvin
- A fleur de peau, réalisation Bertrand Arthuys
- 1999 Cellule De Crise, Les abeilles tueuses, réalisation Eric Woreth, rôle : Médecin légiste
- 1999 Drôles de clowns, réalisation Thierry Binisti, rôle : Le Directeur
- 1999 Avocats & associés, Groupes sanguins, réalisation Alexandre Pidou, rôle : Directeur
- Marie Fransson, Acte Manqué, réalisation Christiane Spiero, rôle : Le Docteur
- 2002 Les enquêtes d'Éloïse Rome, Inséparables, réalisation Edwin Baily, rôle : Yvan Lamarre
- 2003 PJ, Sauvetage, réalisation Denis Watski, rôle : Jérôme
- 2003 Saint-Germain ou La négociation, réalisation Gérard Corbiau, rôle : Cardinal de Lorraine
- Homicides, Mémoire morte, réalisation Christophe Barraud
- 2007 Paris enquêtes criminelles, Un homme de trop, réalisation Bertrand Van Effenterre, rôle : Charles Marini
- 2008 Hero Corp saison 1, réalisation Simon Astier, rôle : Cécil, le maire du village ou « Captain Transformation
- 2010 Hero Corp saison 2
- 2012 Les Pieds dans le plat, réalisation Simon Astier, rôle : Lucien Stern
- 2013 Hero Corp saison 3
- 2014 Hero Corp saison 4
- 2017 Hero Corp saison 5

### Cinéma

#### Longs métrages
- Demain on recommence, réalisation Philippe Laïk
- L’abîme des sens, réalisation Frank Verpillat
- 1974 : La face nord, réalisation Charles Nemes
- 1981 : L'Amour nu, réalisation Yannick Bellon
- 1984 : En l'absence du peintre, réalisation Marie Geneviève Ripeau
- 1988 : Gandahar Transformés, voix
- 2005 : Saint-Jacques... La Mecque de Coline Serreau, rôle :  le curé du Puy
- 2009 : Les vieux sont nerveux de Thierry Boscheron, rôle : le Mickey Rouge

#### Court métrage
- 1974 : La face Nord, rôle : Edmond